# Alice (Dakota del Nord)
Alice è un centro abitato (city) degli Stati Uniti d'America, situato nella Contea di Cass nello Stato del Dakota del Nord. Nel censimento del 2000 la popolazione era di 56 abitanti. La città è stata fondata nel 1900. Nel 2006 in occasione di un concerto a Fargo è stato invitato il cantante Alice Cooper per ritirare le chiavi della città.

## Geografia fisica
Secondo i rilevamenti dell'United States Census Bureau, la località di Alice si estende su una superficie di 2,5 km², tutti occupati da terre.

## Popolazione
Secondo il censimento del 2000, ad Alice vivevano 56 persone, ed erano presenti 18 gruppi familiari. La densità di popolazione era di 22,4 ab./km². Nel territorio comunale si trovavano 25 unità edificate. Per quanto riguarda la composizione etnica degli abitanti, il 98,21% era bianco e l'1,79% apparteneva a due o più razze.
Per quanto riguarda la suddivisione della popolazione in fasce d'età, il 16,1% era al di sotto dei 18, il 10,7% fra i 18 e i 24, il 16,1% fra i 25 e i 44, il 41,1% fra i 45 e i 64, mentre infine il 16,1% era al di sopra dei 65 anni di età. L'età media della popolazione era di 48 anni. Per ogni 100 donne residenti vivevano 133,3 maschi.